# Eissporthalle

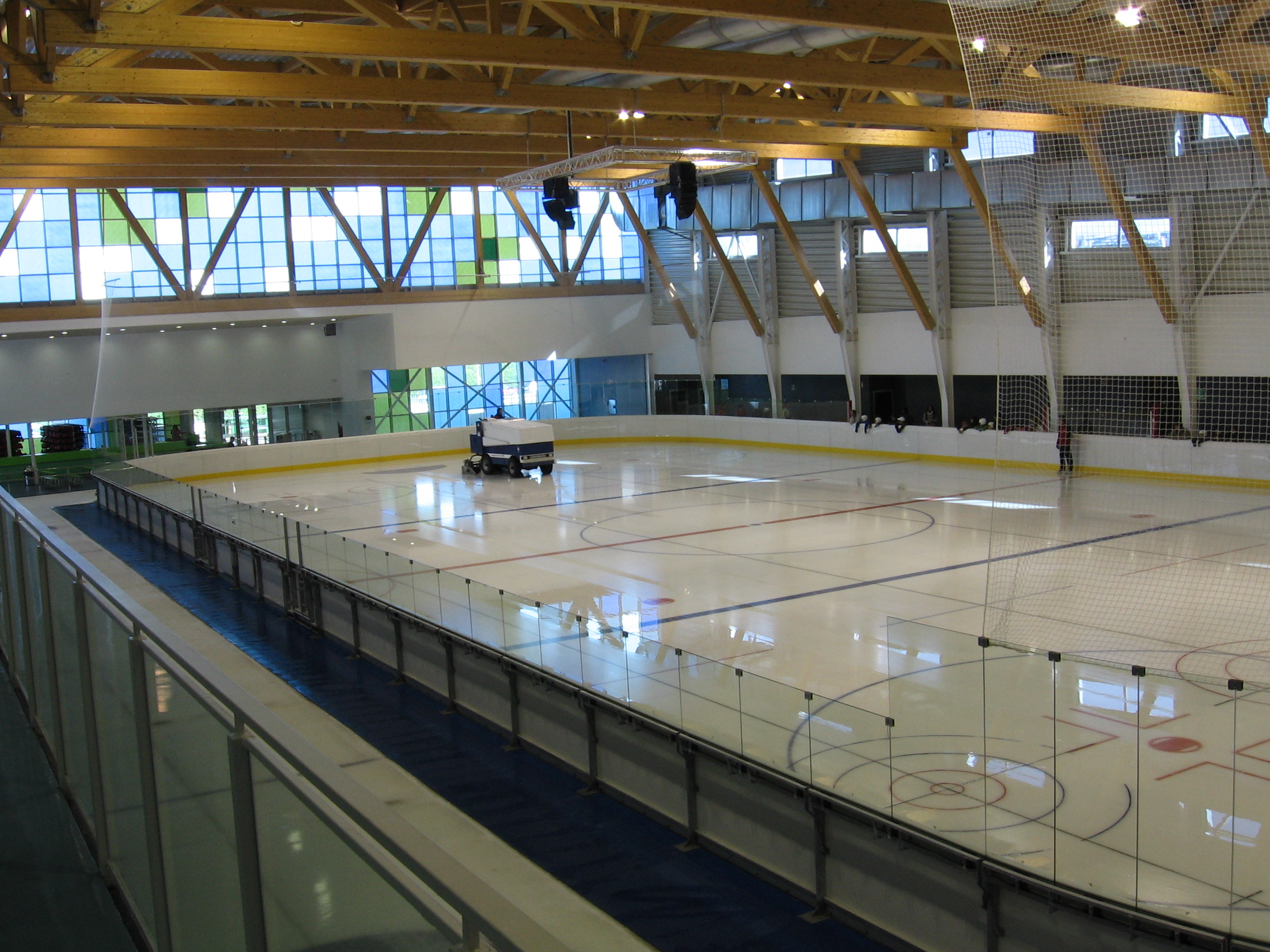
Eissporthalle

Eine Eissporthalle ist eine in geschlossenen Räumen angelegte Eisfläche. In der Regel wird eine Eissporthalle, falls diese ganzjährig betrieben wird, vereinsmäßig von einem Eislauf- oder Eishockeyverein genutzt. In der restlichen Nebenzeit sind Eissporthallen für die Öffentlichkeit zugänglich und es werden dort verschiedene Veranstaltungen durchgeführt.
Öffentliche Eissporthallen bestehen im Allgemeinen aus folgenden Raumgruppen:
- Einer Eisfläche
- Nebenräumen für die Ausgabe der Schlittschuhe
- Nebenräume für Technik (Kühltechnik, Eisaufbereitung)
- Nebenräume für die Besucher wie zum Beispiel Toiletten oder gastronomische Einrichtungen
- Nebenräume für das Personal

Für die Benutzung der Anlagen wird normalerweise eine Gebühr erhoben. Des Weiteren kann man sich in Eissporthallen in der Regel Schlittschuhe ausleihen, wobei für diese allerdings auch eine Leihgebühr erhoben wird.
Das Unglück um den Einsturz der Eislauf- und Schwimmhalle Bad Reichenhall vom 2. Januar 2006 hat eine lebhafte Diskussion über die Sicherheit von derartigen Hallenkonstruktionen ausgelöst.